# London (1926)
London (bra Londres) é um filme mudo britânico de 1926, do gênero drama romântico, dirigido por Herbert Wilcox, com roteiro baseado em obra de Thomas Burke.

## Sinopse
Mulher adota uma menina de rua que lembra sua filha morta.